# Вычислительная сеть

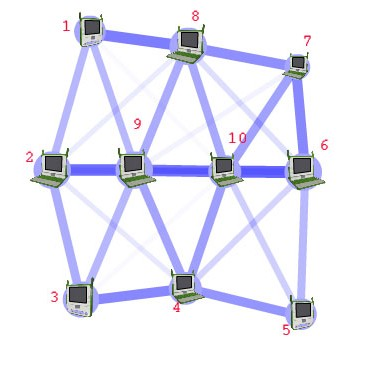

Вычислительная сеть (информационно-вычислительная сеть, компьютерная сеть) — система, обеспечивающая обмен данными между вычислительными устройствами — компьютерами, серверами, маршрутизаторами и другим оборудованием или программным обеспечением. Для передачи информации могут быть использованы различные среды передачи данных. Помимо совокупности физических устройств и физических средств передачи данных, вычислительная сеть может быть оверлейной или виртуальной, то есть логически самостоятельной выделенной сетью, использующей ресурсы другой физической сети — вычислительной (например, Интернет), телефонной сети, в том числе ТФОП и (или) среды передачи данных.

## Классификация
Существуют варианты классификации разных вычислительных сетей по назначению и характеристикам.
По территориальной распространённости:
- BAN (англ. Body Area Network — нательная компьютерная сеть) — сеть надеваемых или имплантированных компьютерных устройств;
- PAN (Personal Area Network) — персональная сеть, предназначенная для взаимодействия различных устройств, принадлежащих одному владельцу;
- LAN (ЛВС, Local Area Network) — локальная сеть, имеющая замкнутую инфраструктуру до выхода на поставщиков услуг; может описывать и маленькую офисную сеть, и сеть уровня большого завода, занимающего несколько сотен гектаров; иногда определяется как сеть «около шести миль (10 км) в радиусе»; локальные сети являются сетями закрытого типа, доступ к ним разрешён только ограниченному кругу пользователей, для которых работа в такой сети непосредственно связана с их профессиональной деятельностью;
- CAN (Campus Area Network) — кампусная сеть, объединяет локальные сети близко расположенных зданий;
- MAN (Metropolitan Area Network) — городские сети между учреждениями в пределах одного или нескольких городов, связывающие много локальных вычислительных сетей;
- WAN (Wide Area Network) — глобальная сеть, покрывающая большие географические регионы, включающие в себя как локальные сети, так и прочие телекоммуникационные сети и устройства. Пример WAN — сети с коммутацией пакетов (Frame relay), через которую могут «разговаривать» между собой различные компьютерные сети. Глобальные сети являются открытыми и ориентированы на обслуживание любых пользователей.

По архитектуре:
- клиент-сервер[2];
- одноранговая сеть (децентрализованная или пиринговая сеть).

По типу сетевой топологии:
- шина
- кольцо
- двойное кольцо
- звезда
- ячеистая
- решётка
- дерево
- смешанная топология
- Fat Tree

По типу среды передачи:
- проводная (телефонный провод, коаксиальный кабель, витая пара, волоконно-оптический кабель);
- беспроводная (передача информации по радиоволнам в определённом частотном диапазоне)

По функциональному назначению:
- сеть хранения данных;
- серверная ферма;
- сеть управления процессом;
- Сеть SOHO, домовая сеть.

По скорости передачи:
- низкоскоростная (до 10 Мбит/с),
- среднескоростная (до 100 Мбит/с),
- высокоскоростная (свыше 100 Мбит/с);

По сетевым операционным системам:
- на основе Windows
- на основе Unix
- на основе NetWare
- на основе Cisco

По необходимости поддержания постоянного соединения:
- пакетная сеть, например Фидонет и UUCP
- онлайновая сеть, например Интернет и GSM

### Оверлейные сети
Примеры самостоятельных логических вычислительных сетей, использующих другие физические сети и среды передачи данных:
- Коммутируемый (модемный) доступ
- Виртуальная частная сеть (VPN) и виртуальная локальная вычислительная сеть VLAN
- Даркнет
- Блокчейн

## Стеки протоколов
При реализации компьютерной сети могут использоваться различные наборы протоколов, некоторые из них:
- AppleTalk
- ARCNET
- ATM
- DECnet
- Ethernet
- HIPPI
- IEEE-488
- IP
- IPX
- Myrinet
- TCP
- Token Ring
- UDP
- SPX
- FDDI
- QsNet
- USB
- IEEE 1394 (Firewire, iLink)
- X.25
- Frame relay
- Bluetooth
- IEEE 802.11
- Systems Network Architecture
- RapidIO

### Уровни
Сетевая модель OSI:
- Прикладной уровень
- Уровень представления информации
- Сеансовый уровень
- Транспортный уровень
- Сетевой уровень
  - Коммутация
  - Маршрутизация
- Канальный уровень (уровень связывания данных)
- Физический уровень

Спецификация IEEE 802 разделяет канальный уровень на два подуровня — MAC (Media Access Control) регулирует доступ к разделяемой физической среде, LLC (Logical Link Control) обеспечивает обслуживание сетевого уровня.

### Передача данных
- Проводная связь, кабельные линии связи
  - Телефонная сеть PSTN
    - Модем и коммутируемый доступ

  - Выделенные линии
  - Коммутация пакетов
  - Frame relay
  - PDH
  - Ethernet
  - RS-232
  - Передача по оптоволоконному кабелю
    - Synchronous optical networking
    - Fiber distributed data interface
- Беспроводная связь
  - Ближнего радиуса действия
    - Bluetooth
    - Human Area Network

  - Среднего радиуса действия
    - IEEE 802.11
    - Netsukuku
    - IEEE 802.16e WiMAX

  - Дальнего радиуса действия
    - Спутниковая связь
    - MMDS
    - SMDS
    - Передача данных при помощи мобильных телефонов
      - CSD
      - GPRS
      - HSCSD
      - EDGE
      - UMTS
      - HSDPA
      - HSUPA
      - CDMA
      - LTE
      - IEEE 802.16e WiMAX
      - CDPD

    - Paging networks
      - DataTAC
      - Mobitex
      - Motient

## История
Впервые в мире вычислительная сеть была применена в советском комплексе ПРО «Система А» (генеральный конструктор Г. В. Кисунько), возведённом в 1956—1960 годах в Казахстане, однако предложена раньше — например, в 1949 году для Semi-Automatic Ground Environment (реализована в конце 1950-х). В сеть были объединены разработанные Институтом точной механики и вычислительной техники АН СССР компьютеры «Диана I» и «Диана II» (создатели С. А. Лебедев, В. С. Бурцев).
В 1970-е годы в Великобритании была разработана система доступа к автоматизированным базам данных на основе использования телефонных каналов, телевизоров и клавиатуры, получившая название «видеотекс». Наибольшее развитие видеотекс получил во Франции, где эта система получила название «Минитель».
В это же время произошёл прорыв в области производства компьютерных компонентов. Успехи в разработке передачи данных между персональными компьютерами привели к созданию глобальной сети Интернет, предшественником которого была сеть ARPAnet, начавшая работать в 1969 году.
В 1980 году аспиранты университета Дьюка Джим Эллис и Том Траскотт создали компьютерную сеть Usenet. Они задумывали эту сеть как программное обеспечение для объявлений в своем университете. Однако эта сеть сразу заинтересовала и другие образовательные учреждения и вскоре превратилась во всеобщую систему дискуссионных групп.
В 1980-е годы среди энтузиастов компьютерных сетей были популярны BBS — технология общения пользователей компьютеров через коммутируемые телефонные сети. Она была создана в 1978 году.
В середине 1980-х годов положение дел в локальных сетях стало кардинально меняться. Утвердились стандартные технологии объединения компьютеров в сеть — Ethernet, Arcnet, Token Ring. Мощным стимулом для их развития послужили персональные компьютеры, являющиеся идеальными элементами для построения компьютерных сетей.

## Глобальная компьютерная сеть
Глобальная компьютерная сеть (англ. Wide Area Network, WAN) — компьютерная сеть, охватывающая большие территории и включающая в себя большое число компьютеров.
ГКС служат для объединения разрозненных сетей так, чтобы пользователи и компьютеры, где бы они ни находились, могли взаимодействовать со всеми остальными участниками глобальной сети.
Некоторые ГКС построены исключительно для частных организаций, другие являются средством коммуникации корпоративных ЛВС с сетью Интернет или посредством Интернет с удалёнными сетями, входящими в состав корпоративных. Чаще всего ГКС опирается на выделенные линии, на одном конце которых маршрутизатор подключается к ЛВС, а на другом коммутатор связывается с остальными частями ГКС. Основными используемыми протоколами являются TCP/IP, SONET/SDH, MPLS, ATM и Frame relay. Ранее был широко распространён протокол X.25, который может по праву считаться прародителем Frame relay.
ГКС связывает компьютеры, рассредоточенные на расстоянии сотен и тысяч километров. Часто используются уже существующие не очень качественные линии связи. Более низкие, чем в локальных сетях, скорости передачи данных (десятки килобит в секунду) ограничивают набор услуг передачей файлов, преимущественно не в оперативном, а в фоновом режиме, с использованием электронной почты. Для стойкой передачи дискретных данных применяются более сложные методы и оборудование, чем в локальных сетях.
Глобальные сети отличаются от локальных тем, что рассчитаны на неограниченное число абонентов и используют, как правило, не слишком качественные каналы связи и сравнительно низкую скорость передачи, а механизм управления обменом у них в принципе не может быть гарантированно скорым.
В глобальных сетях намного более важно не качество связи, а сам факт её существования. Правда, в настоящий момент уже нельзя провести чёткий и однозначный предел между локальными и глобальными сетями. Большинство локальных сетей имеют выход в глобальную сеть, но характер переданной информации, принципы организации обмена, режимы доступа к ресурсам внутри локальной сети, как правило, сильно отличаются от тех, что приняты в глобальной сети. И, хотя все компьютеры локальной сети в данном случае включены также и в глобальную сеть, специфику локальной сети это не отменяет. Возможность выхода в глобальную сеть остаётся всего лишь одним из ресурсов, поделённым пользователями локальной сети.